# Опрешти (Арђеш)
Опрешти (рум. Oprești) насеље је у Румунији у округу Арђеш у општини Сталпени. Oпштина се налази на надморској висини од 388 m.

## Становништво
Према подацима из 2002. године у насељу је живело 432 становника, од којих су сви румунске националности.